# Freikorps

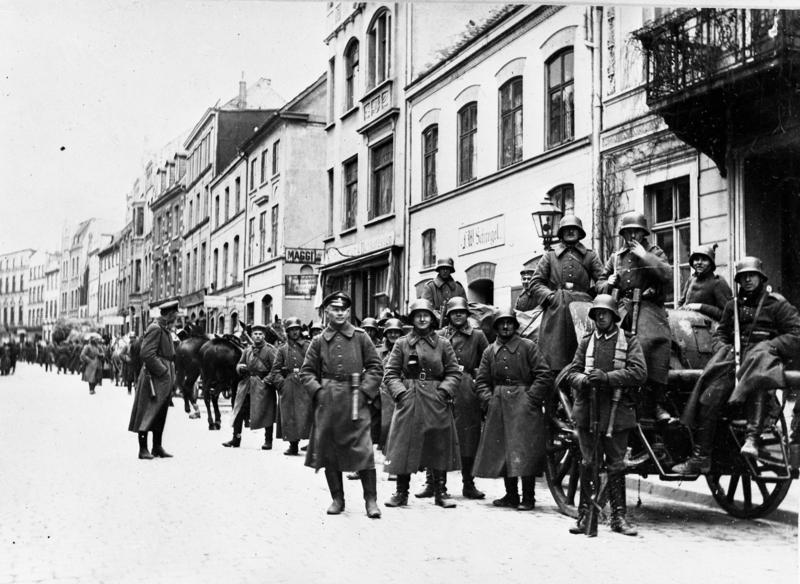
A Freikorps a Kapp-puccs alatt

A Freikorps (magyarul: szabadcsapatok, szó szerint szabadhadtest) az első világháborúban legyőzött Németországban a háború utáni feszült légkörben létrejött szélsőjobboldali paramilitáris szervezet. Tagjai önkéntesek, főleg leszerelt katonák. A csoportosulások rövid, de annál jelentőségteljesebb szerepet játszottak az ország politikai életében.

## Története
A szabadcsapatokat eredetileg Berlinben alapították, szerepüket II. Vilmos császár 1918-as lemondásától az 1923-as, sikertelen müncheni sörpuccsig lehet nyomon követni. A Freikorps nevet Ludwig Adolf Wilhelm von Lützow tiszteletére választották, aki 1813-ban önkéntesekből álló hadtestet szervezett, amely a napóleoni elnyomás ellen harcoló sereg magvát alkotta.
Az új típusú Freikorps tagjai korábbi tisztek, leszerelt katonák, egyenruhás szerencsevadászok, lelkes nacionalisták és munkanélküli fiatalok voltak, akik égtek a vágytól, hogy lecsapjanak azokra, akikről úgy gondolták, hogy elárulták a hazát a versailles-i békeszerződés kemény feltételeinek elfogadásával. Az elvileg illegális, politikai irányultságát tekintve a szélsőjobbhoz tartozó Freikorps a szociáldemokratákat és a zsidókat is felelőssé tette a német demoralizációért. Megalapítói közül az egyik legfontosabb személyiség , a jövőbeli német kancellár, Kurt von Schleicher százados (később tábornok) volt, aki együttműködött a Reichswehr politikai osztályával. A Reichswehrnek, a weimari köztársaság 100 000 főből álló haderejének fenntartását a versailles-i békeszerződés engedélyezte. A Reichswehr titokban szerelte fel és fizette a Freikorps egységeit, kezdetben azért, hogy védjék az állam keleti határait, majd hogy eltiporják az országban fellángoló tiltakozásokat. Ezek az egységek szöges ellentétét mutatták a német hadsereg szigorú hierarchikus felépítésének.
A szabadcsapatok egyik legfőbb németországi célpontja a Bajor Tanácsköztársaság lett, amelyre mintegy 3000 tag csapott le 1919-ben, Franz Xaver Ritter von Epp vezetésével. Mivel a Freikorps nagyrészt kisebb, független egységekből, nem pedig egy nagy, szigorú hatalmi, illetve parancsnoki rendszer által összefűzött katonai alakulatból állt, ezért kevéssé jellemezte a következetes fegyelem, továbbá irányítása sem volt egyszerű. Ez különösképpen igaz lehetett Bajorországban, ahol a kormányzat támogatóit fogdákba toloncolták, és puskatussal verték, mintegy felkészítve a kivégzésre. Egy 350 kommunista ellenében zajló csetepatéban 21 fegyvertelen szanitécet ejtettek foglyul, majd öltek meg.
A Freikorps harcolt Sziléziában, a Baltikumban, segített számos esetben a német keleti területeket megvédeni, felvette a harcot a lengyel szabadcsapatokkal. Azonban a szervezet napjai meg voltak számlálva. Adolf Hitler a politikai stabilitásában roppant törékeny Münchenben hozta létre hatalmi bázisát. A Nemzetiszocialista Német Munkáspárt (NSDAP) katonai szárnyának, a Sturmabteilungnak (SA, Rohamosztag) a megalapításával megindult a Freikorps szétdarabolódása, számos tagjuk lépett be az SA-ba.
A Freikorps formálisan végül 1921-ben szűnt meg, utolsó tagjai 1933 novemberében, a sörpuccs tízéves évfordulóján Münchenben tartott ünnepélyen adták le a szolgálatot.

## Ismert tagjai
| - Ernst Röhm, SA vezető - Martin Bormann, NSDAP-tag - Wilhelm Canaris, admirális - Kurt Daluege, SS-tábornok - Oskar Dirlewanger, SS-tábornok | - Reinhard Heydrich, SS-tábornok - Heinrich Himmler, Reichsführer-SS - Rudolf Höß az KZ Auschwitz parancsnoka, - Wilhelm Keitel, vezérkari főnök - Erich Koch, Kelet-Poroszország gauleitere | - Hugo Sperrle, Luftwaffe-tábornok - Gregor Strasser, NSDAP-tag - Otto Strasser, NSDAP-tag - Franz Ritter von Epp, NSDAP-tag - Walther Wenck, Német hadseregtábornok |